# Allonotus rufus
Allonotus rufus är en stekelart som beskrevs av Cameron 1907. Allonotus rufus ingår i släktet Allonotus och familjen brokparasitsteklar. Inga underarter finns listade i Catalogue of Life.